# Haplodrassus mimus
Haplodrassus mimus är en spindelart som beskrevs av Chamberlin 1922. Haplodrassus mimus ingår i släktet Haplodrassus och familjen plattbuksspindlar. Inga underarter finns listade i Catalogue of Life.